# Nikolaï Golovanov
Pour les articles homonymes, voir Golovanov.
Nikolaï Golovanov (en russe : Николай Семёнович Голованов, Nikolaï Semionovitch Golovanov) est un chef d'orchestre, pianiste et compositeur soviétique né le 21 janvier 1891 à Moscou et mort le 28 août 1953 dans la même ville.

## Biographie
Il fait ses études au Collège synodal à Moscou avec comme professeurs Orlov et Kastalski, puis débute comme maître de chapelle en 1909. Il entre ensuite au Conservatoire de Moscou où il apprend la composition avec Sergueï Vassilenko et Mikhaïl Ippolitov-Ivanov jusqu'en 1914. Un an plus tard, Golovanov devient chef d'orchestre au Théâtre Bolchoï, avant d'être nommé directeur musical en 1919, poste qu'il conserve jusqu'en 1928. De 1925 à 1948, il enseigne au conservatoire et se produit souvent comme pianiste avec son épouse la chanteuse Antonina Nejdanova. En 1937, Golovanov est nommé directeur musical de l'Orchestre symphonique de la Radio d'État de l'URSS qu'il dirige jusqu'à sa mort. Pendant la guerre, restant à Moscou, Golovanov participe aux concerts et travaille à la radio. De 1948 à 1953, il est de nouveau directeur musical du Théâtre Bolchoï.
Il obtient quatre Prix Staline lors de sa carrière, ainsi que le titre d'Artiste du peuple de l'URSS en 1948.

## Répertoire
Le répertoire de Golovanov comporte de nombreuses œuvres de compositeurs russes. Sous sa direction, plusieurs opéras ont été mis en scène : La Khovanchtchina et Boris Godounov de Modeste Moussorgski, Sadko de Nikolaï Rimski-Korsakov, Ivan Soussanine de Mikhaïl Glinka… Golovanov dirige aussi les premières d'œuvres symphoniques contemporaines telles que les Cinquième, Sixième, Vingt-deuxième et Vingt-troisième symphonies de Nikolaï Miaskovski, la Deuxième symphonie de Tikhon Khrennikov et surtout la Troisième de Rachmaninov dont il a donné la première en URSS. Il a toujours défendu ce compositeur alors que sa musique avait un temps été bannie à la suite de l'exil de Rachmaninov en 1917. De même, Alexandre Scriabine a été soutenu par Golovanov alors même qu'il était considéré comme un compositeur bourgeois.

## Compositions
Nikolaï Golovanov s'est également révélé fécond avec la composition de plusieurs œuvres dont l'opéra Princesse Iourata, une symphonie, deux poèmes symphoniques et plus de deux mille romances notamment.

## Musée
Son appartement, situé au N°7 Brioussov pereoulok à Moscou, est ouvert au public depuis 1974. C'est une filiale du musée Glinka.

## Récompenses
- Ordre du Drapeau rouge du Travail : 1937
- Artiste du peuple de l'URSS 1948
- Médaille pour la Défense de Moscou : 1949
- prix Staline de 1er classe : 1946, pour une série de concerts
- prix Staline de 1er classe : 1949, pour le spectacle d'opéra Boris Godounov de Modeste Moussorgski
- prix Staline de 1er classe : 1950, pour le spectacle d'opéra Sadkode Nikolaï Rimski-Korsakov
- prix Staline de 1er classe : 1951, pour le spectacle d'opéra La Khovanchtchina de Modeste Moussorgski
- Ordre de Lénine : 1951